# Ridiculous Fishing
Ridiculous Fishing est un jeu vidéo d'action et de pêche développé et édité par Vlambeer, sorti en 2013 sur iOS et Android.

## Système de jeu

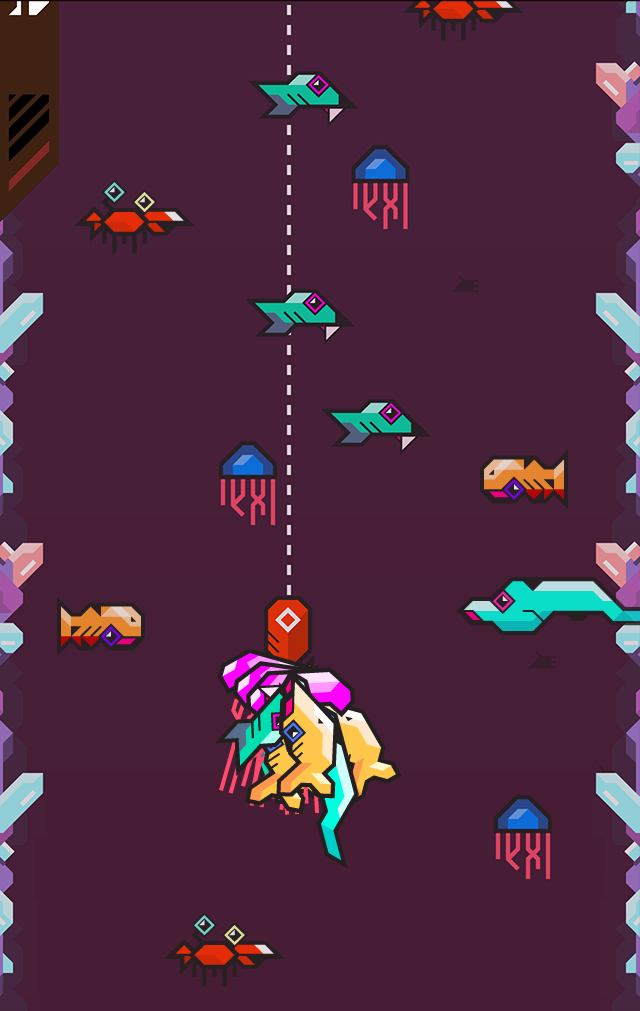
Écran de jeu

## Accueil

### Critique
- Canard PC : 9/10[1]

### Récompenses
Le jeu a été nommé au Prix du meilleur jeu mobile lors de l'Independent Games Festival 2012.